# Nombre de Betti
En mathématiques, et plus précisément en topologie algébrique, les nombres de Betti sont des invariants topologiques, c'est-à-dire qu'ils aident à distinguer différents espaces topologiques. Ils forment une suite dont chaque terme est un entier naturel ou +∞. Pour les espaces « raisonnables » comme les variétés compactes et les complexes simpliciaux ou CW-complexes finis, ils sont tous finis, et nuls à partir d'un certain rang (au-delà de la dimension de l'espace).
Henri Poincaré les a nommés ainsi en l'honneur d'Enrico Betti.

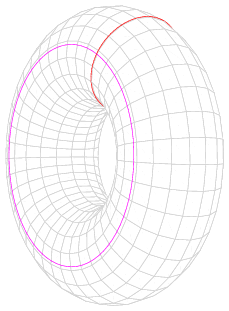
Un tore a une composante connexe, deux trous circulaires (les deux cercles générateurs) et une 2-cellule (le « tube » lui-même), ce qui donne les nombres de Betti 1, 2 et 1.

## Approche informelle
Informellement, le k-ième nombre de Betti correspond au « nombre de surfaces k-dimensionnelles indépendantes ». Les premiers nombres de Betti sont définis intuitivement par :
- b0 est le nombre de composantes connexes ;
- b1 est le nombre de courbes fermées indépendantes[Quoi ?] ;
- b2 est le nombre de surfaces indépendantes[2].

Supposons une galette dans laquelle on a percé n trous disjoints, de manière suffisamment régulière pour qu'on puisse considérer que ce qu'on a obtenu est une variété de dimension p = 2. Cette variété est connexe, donc b0 = 1. Le nombre de courbes fermées indépendantes est 2n. Enfin, b2 = b0 = 1, comme on le voit directement, ou par le théorème de dualité de Poincaré, suivant lequel bn = bp-n. Ce théorème implique que le nombre de Betti b1 est toujours pair en dimension p = 2, et b1/2 = g est le genre de la variété. Dans l'exemple considéré, g est le nombre n de trous qu'on a percés. Un bretzel (à condition de l'idéaliser) illustre ce propos.

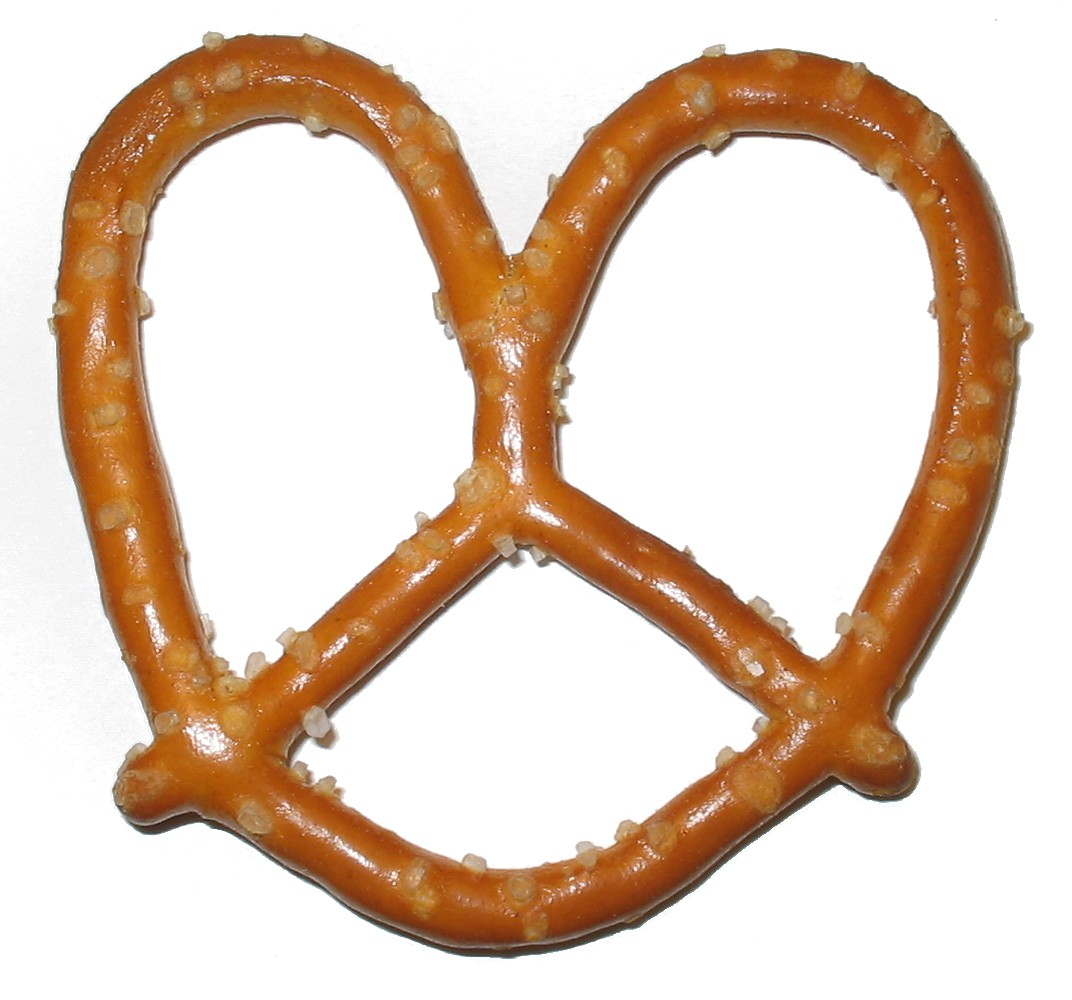
Bretzel - nombres de Betti : b0 = 1, b1 = 6, b2 = 1 - genre : g = 3.

## Définition

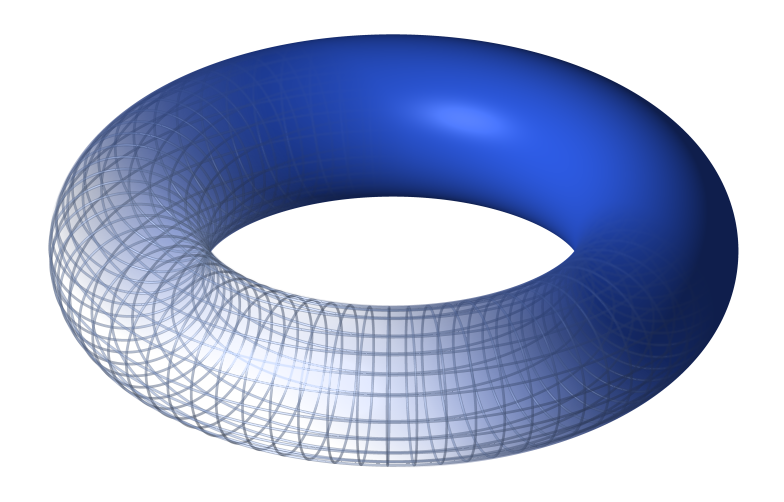
Un tore a un composant connexe, deux trous circulaires (un au centre et l'autre à l'intérieur du tube) et un vide tridimensionnel : ses nombres de Betti sont 1,2,1.

Pour tout entier naturel k, le k-ième nombre de Betti bk(X) d'un espace topologique X est le rang (en) de son k-ième groupe d'homologie, Hk(X) = Ker(∂k)/Im(∂k + 1), c'est-à-dire la dimension (entière ou infinie) du ℚ-espace vectoriel Hk(X) ⊗ ℚ.
Lorsque le groupe abélien Hk(X) est de type fini, son quotient par son sous-groupe de torsion Tor(Hk(X)) est un groupe abélien libre de type fini, autrement dit un ℤ-module libre de rang fini. Le nombre de Betti bk(X) est alors égal à ce rang.
On peut définir plus généralement, pour tout corps K, le k-ième nombre de Betti de X à coefficients dans K comme la dimension bk(X, K) du K-espace vectoriel Hk(X,K). Un cas simple du théorème des coefficients universels montre en effet que bk(X, ℚ) = bk(X).
On appelle polynôme de Poincaré de X (ou plus généralement série de Poincaré, si X est de dimension infinie) la série génératrice des nombres de Betti de X  :

## Exemples
Les groupes d'homologie du cercle sont H0(S1) = ℤ, H1(S1) = ℤ et Hk(S1) = 0 pour k > 1 donc son polynôme de Poincaré est PS1(x) = 1 + x.
Pour le tore T2 de dimension 2, on a H0(T2) = ℤ, H1(T2) = ℤ2, H2(T2) = ℤ et Hk(T2) = 0 pour k > 2 donc PT2(x) = 1 + 2x + x2.
Plus généralement (par le théorème de Künneth), le polynôme de Poincaré du tore de dimension n, Tn = (S1)n, est (1 + x)n, autrement dit son k-ième nombre de Betti est le coefficient binomial
Le polynôme de Poincaré de la sphère Sn de dimension n est 1 + xn.
Celui de l'espace projectif complexe de dimension n  est 1 + x2 + x4 + … x2n.
La série de Poincaré de l'espace projectif complexe de dimension infinie est la série géométrique
L'homologie des espaces projectifs réels comporte de la torsion, qui est « masquée » dans leurs polynômes de Poincaré : PPn(ℝ)(x) = 1 + xn si n est impair et 1 si n est pair.
Les polynômes de Poincaré des groupes de Lie simples compacts sont
En théorie topologique des graphes, le premier nombre de Betti d'un graphe à n sommets, m arêtes et k composantes connexes est m – n + k (on le démontre par récurrence sur m : une nouvelle arête augmente le nombre de 1-cycles ou diminue le nombre de composantes connexes). Voir « Nombre cyclomatique » pour une application en génie logiciel.
La suite des nombres de Betti d'une surface connexe orientable « fermée » (i.e. compacte et sans bord) de genre g est 1, 2g et 1.

## Propriétés
La caractéristique d'Euler d'un CW-complexe fini est la somme alternée de ses nombres de Betti.
Le polynôme de Poincaré d'un produit de deux espaces est le produit de leurs polynômes de Poincaré respectifs, d'après le théorème de Künneth.
Si X est une n-variété orientable fermée, d'après le théorème de dualité de Poincaré, bk(X) = bn – k(X) et les nombres de Betti donnent les dimensions des espaces vectoriels de la cohomologie de De Rham.
Les nombres de Betti à coefficients dans un corps K ne dépendent de K que par sa caractéristique. Si les groupes d'homologie de l'espace sont sans torsion (comme au début des exemples ci-dessus), les nombres de Betti sont indépendants de K. Le lien entre la p-torsion et les nombres de Betti en caractéristique p est donné par le théorème des coefficients universels.